# FIRE movement
O chamado "FIRE (Financial Independence, Retire Early) movement" ou Movimento FIRE em português, é um movimento surgido nos anos 2000 cujo objetivo é a independência financeira e/ou se aposentar cedo. O modelo é particularmente popular entre os millennials, ganhando força através de comunidades online através de informações compartilhadas em blogs, podcasts e fóruns de discussão online.
Funciona mais ou menos assim: Com o objetivo de se aposentar antes da idade convencional estabelecida por lei (INSS), os adeptos desse estilo de vida buscam viver uma vida frugal, economizando 30% ou mais de sua renda entre os 20 e os 40 anos e investindo em ativos físicos ou no mercado financeiro, para que se possa ter uma poupança suficiente que lhe garanta renda passiva e ativa sem precisar trabalhar até os 65 anos de idade.

## O que é FIRE?
FIRE vem das iniciais em inglês do termo Financial Independence Retire Early. Trata-se de um movimento que ganha mais adeptos a cada dia no mundo todo. A ideia FIRE é chegar ao ponto em que você não precisa trabalhar em período integral se não quiser, pois seus investimentos gerarão a renda necessária para pagar suas contas. Você pode trabalhar meio período ou simplesmente parar de trabalhar por completo. A escolha é sua.
FIRE vai muito além de apenas parar de trabalhar e viver de renda e prega a uma mudança de estilo de vida para viver melhor evitando comprar coisas que você não precisa para impressionar pessoas que você não gosta !
O conceito mais aceito de FIRE é: 
Maximizar a sua taxa de poupança através da redução de gastos e/ou aumento da renda, para alcançar a Independência Financeira (FI) e ter a liberdade, mas não a obrigação, de aposentar-se o mais rápido possível (RE) .

## A Origem
O movimento FIRE surgiu no início dos anos 90 nos EUA a partir do livro "Your Money or Your Life" dos autores Vicki Robin e Joe Dominguez. No entanto este termo não vingou até mais recentemente quando blogueiros de todo o mundo começaram a utilizar o termo e torná-lo conhecido da grande mídia. Os pioneiros e mais famosos são Mr. MoneyMustache, EarlyRetirementExtreme, GoCurryCracker, MadFientist, JLCollins (padrinho do movimento FIRE), RootofGood, Millennial-Revolution, ChooseFI dentre outros. A ideia atraiu a mídia e também seguidores, principalmente das gerações mais jovens abraçando a idea de viver uma vida frugal mas bem vivida não baseada em bens materiais para ser feliz e com isto fugir da corrida de ratos e de armadilhas como comprar a casa própria a preços absurdos.

## A TSR ou Taxa Segura de Retirada
O lema do movimento FIRE é basicamente gastar muito menos do que você ganha e investir a diferença. Todo o movimento FIRE é cercado pelo estudo da Taxa Segura de Retirada, que é baseada em estudos elaborados pelo americano William Bengen. A  nada mais é do que o cálculo da quantia que é preciso poupar e investir para que se possa viver de renda para o resto da vida. A TSR ou também conhecida como regra dos 4%, resumidamente, afirma que basta multiplicar os gastos mensais por 300 para estabelecer o tamanho do portfólio necessário para aposentadoria antecipada.
Por ser um assunto relativamente novo, a literatura ainda é limitada sobre os efeitos da aposentadoria precoce. Um dos principais blogs no Brasil sobre o tema é o AA40 onde é possível acompanhar as principais ideias e novidades do movimento FIRE mundial  trazidos para a língua portuguesa. Porém existe uma grande gama de blogs sobre o tema ou sobre assuntos relacionados, muitos deles listado no diretório do site supracitado.

## Documentário
Playing with FIRE é um documentário sobre o movimento FIRE, financiado pelo Kickstarter.